# 김태윤 (야구 선수)
김태윤(2003년 2월 28일 ~ )은 KBO 리그 SSG 랜더스의 내야수이다.

## SSG 랜더스시절
2022년에 입단하였다. 2025년 6월 6일 kt wiz와의 경기에 출전하며 데뷔 첫 경기에 치렀고, 경기에서 박성한 대수비로 기록하였다.

## 출신 학교
- 창우초등학교
- 배명중학교
- 배명고등학교